# Lommersum
Lommersum is een plaats in de Duitse gemeente Weilerswist, deelstaat Noordrijn-Westfalen, en telt 2371 inwoners.

## Brabants gebied
Samen met het 25 km noordelijker gelegen Kerpen was Lommersum gedurende vele eeuwen als Rijksgraafschap Kerpen en Lommersum een oostelijk gelegen exclave van Brabant.

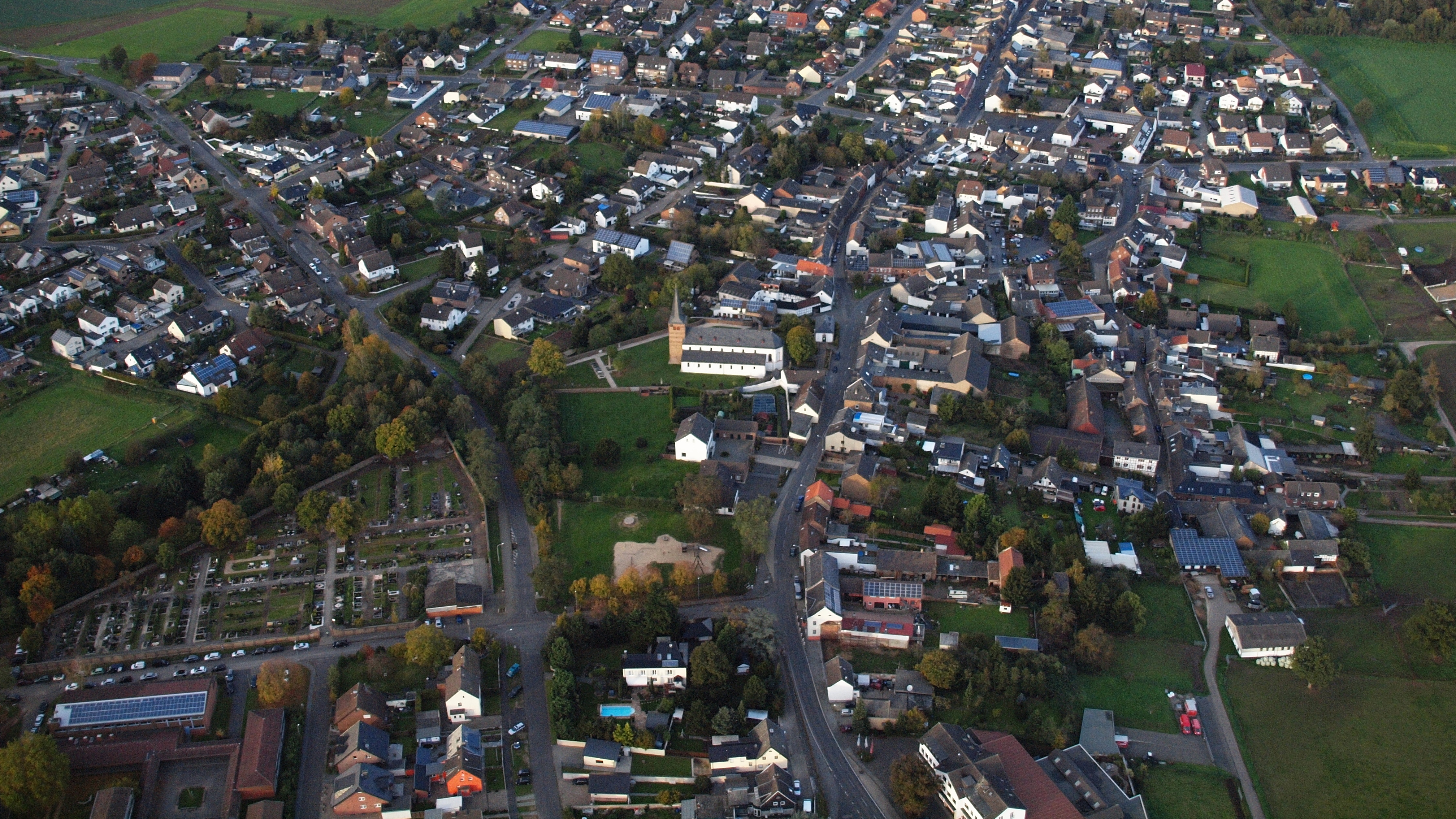
Luchtfoto van Lommersum
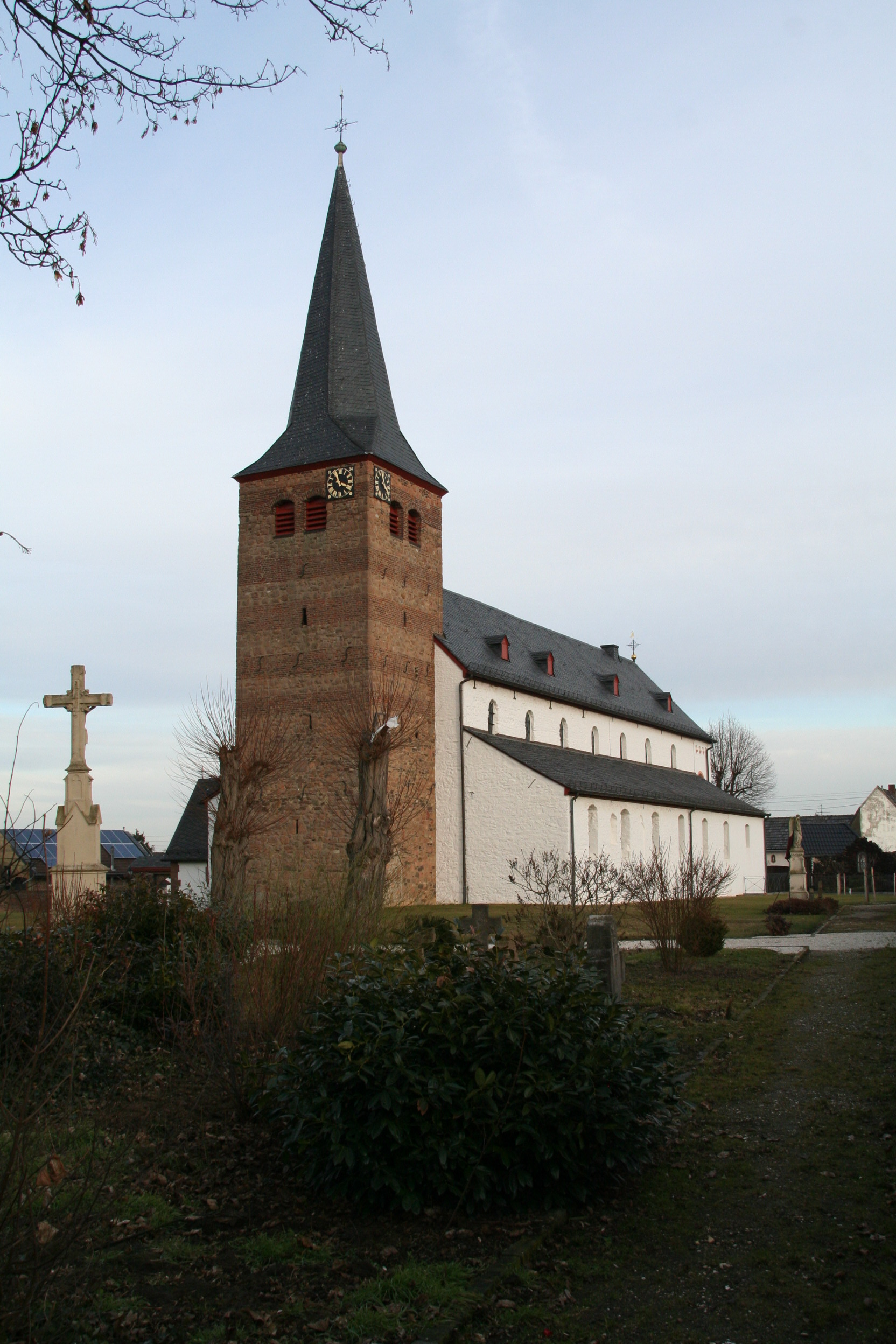
kerk van St Pankratius